# 日高啓
日高 啓（ひだか ひろし、1924年4月19日 - 2018年9月9日）は、日本の経営者。髙島屋社長を務めた。宮崎県宮崎市出身。

## 来歴・人物
1948年に慶應義塾大学経済学部を卒業し、同年に髙島屋に入社した。1976年5月に取締役に就任し、常務、専務を経て、1986年2月に副社長に就任し、1987年4月には社長に昇格。1996年7月に取締役相談役に就任し、1997年2月に相談役、2000年5月に特別顧問を経て、2001年5月から顧問を務めた。
2018年9月9日に脳梗塞のために死去。94歳没。